# Kyras
Kyras er et harnisk eller et bryst- og rygpanser, som oprindeligt blev lavet af læder, senere af bronze og jern. Kyrasser i forskellige udforminger blev båret af soldater i tidligere tider, enten som del af en større kropsrustning eller alene. Kyras blev særligt brugt af kavalerister kaldet kyrasserer.

## Eksempler
- Romersk bronzekyras ca. 300-350 f.Kr.
- Franske kyrasser af metal udviklet under 1. verdenskrig.
- Skudsikre veste er en slags moderne brystpanser.